# Апша
Апша (фр. Apchat) насеље је и општина у централној Француској у региону Оверња, у департману Пиј де Дом која припада префектури Исоар.
По подацима из 2011. године у општини је живело 181 становника, а густина насељености је износила 5,05 становника/km². Општина се простире на површини од 35,86 km². Налази се на средњој надморској висини од 705 метара (максималној 989 m, а минималној 477 m).

## Демографија
| 1962. | 1968. | 1975. | 1982. | 1990. | 1999. | 2011. |
| ----- | ----- | ----- | ----- | ----- | ----- | ----- |
| 219   | 263   | 231   | 242   | 218   | 207   | 181   |

График промене броја становника у току последњих година